# 瓦莱-迪阿索尔
瓦莱-迪阿索尔是葡萄牙波塔莱格雷区的一个堂区。总面积65.24平方公里，总人口862人，人口密度13.2人/平方公里。